# Битва на Яксарті
Битва на Яксарті (329 до н. е.) - бій між македонською армією під командуванням Александра Македонського і скіфами на річці Яксарт (нині Сирдар'я ). В даний час місце битви знаходиться на кордоні Узбекистану, Таджикистану, Киргизії та Казахстану на південний захід від Ташкента і на північний схід від Худжанда . 

## Передумови
У 334 р. до н. е. Александр Македонський переправився через Геллеспонт і вторгся у межі Держави Ахеменідів. Розгромивши персів у битвах при Граніку, Іссі, та Гавгамелах, Александр став претендувати на роль царя Азії. Продовжуючи свій завойовницький похід, македонський цар прийшов із військом до Середньої Азії.
Війна в Середній Азії мала зовсім інший характер, ніж у Малій Азії та Месопотамії. Тут македоняни зіткнулися із запеклим опором місцевого населення. На першому етапі боротьби опір очолив колишній сатрап Бактрії Бесс, який оголосив себе царем Персії під ім'ям Артаксеркса IV. Його підтримав сатрап Арії Сатібарзан, спалахнули повстання в Арагозії та Дрангіані, але Александр скористався неузгодженістю своїх супротивників, розбив їх і навесні 329 р. до н. е. подолав Гіндукуш і вступив із військом у Бактрію.
Бесс не зумів організувати діяльного опору македонянам, Александр переправився через Окс і увійшов у Согдіану. Тут Бесса було схоплено місцевим населенням і видано Александру. Війну проти македонян очолив талановитий согдійський вождь Спітамен. Спітамен застосовував методи партизанської війни, нападаючи на окремі македонські загони та уникаючи великих битв.
На Яксарті Александр за 20 днів побудував місто Александрію Есхата, в якому поселив грецьких найманців, непридатних до служби македонців та місцевих жителів. Вважаючи будівництво міста на Яксарті загрозою своєї незалежності, цар скіфів (саків) наказав своїм воїнам зруйнувати його. Постійні напади скіфів змусили Александра особисто зайнятися цією проблемою.

## Хід битви
Саки зайняли північний берег Яксарта, вважаючи, що зможуть впоратися з військом Александра, коли воно почне переходити через річку. Проте вони недооцінили ворога. Для прикриття переправи Александр задіяв метальні машини. Дальнобійні стріломети, що вбили та поранили кількох сакських воїнів на небаченій досі дальності, навіяли їм страх і змусили їх відступити від берега. Після цього через річку під звуки труб почало переправлятися відразу все македонське військо: спочатку пращники і лучники, що обстрілювали саків і не давали їм наблизитися до Яксарту, потім 1,2 тис. сарисофорів і важкоозброєних грецьких кавалеристів, котрі атакували кочівників, але ті розгорнулися в лаву, зімітували хибний відступ, оточили греко-македонську кінноту, обстріляли її з луків і відірвалися від неї.
Після цього Александр наказав вступити у бій лучникам, агріанам та піхотинцям. Тяжка кіннота за підтримки легкої кавалерії напала на кочівників, перекинула їх, загнала на солончаки і до самої ночі переслідувала на відстані 80-100 стадій (15-18 км). Саки втратили до 1,2 тисячі людей убитими і 150 полоненими, включаючи їх ватажка Сатрака. У македонському війську загинуло 160 людей, 1 тисяча воїнів було поранено.
Незабаром до Александра прибули посли від саків, які вибачилися від їхнього царя і запевнення в покірності. Александр прийняв вибачення, відпустивши полонених саків без викупу. Завмиривши північні кордони, Александр повернувся до підкорення Бактрії та Согдіани.